# Wangerland
Wangerland är en kommun i distriktet Friesland i den tyska delstaten Niedersachsen. Kommunen har cirka 9 000 invånare och en yta omfattande 176 kvadratkilometer.

## Geografi
Wangerland är ett utpräglat jordbruksområde beläget vid Nordsjökusten. Det ligger på det nordtyska låglandet vid Vadehavet. Wangerland ligger geografiskt sett på den ostfrisiska halvön men tillhör historiskt sett Oldenburger Land.

## Historia

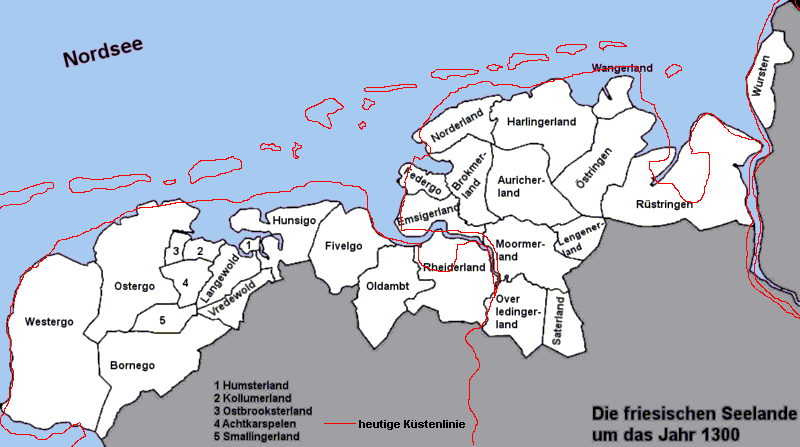
Wangerland var ett av de frisiska landskapen runt år 1300

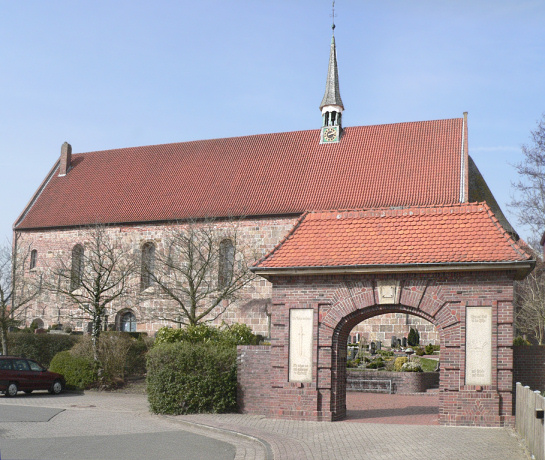
St. Sixtus- und Sinicius-kyrkan i Hohenkirchen

Wangerland (Wanga) är ett gammalt frisiskt landskap omgivet av Östringen i söder och Harlingerland i väster. Till Wangerland hörde även den ostfrisiska ön Wangerooge. På 1200- och 1300-talen kom Wangerland alltmer att samarbeta med de frisiska landskapen Östringen och Rüstringen. Under tiden för den frisiska friheten kom företrädare för de frisiska landskapen årligen till tingsplatsen Upstalsboom utanför Aurich för att lösa olika rätts- och lagfrågor.
Den ursprungliga bebyggelsen i Wangerland skedde huvudsakligen på konstgjorda kullar (terp) för att undvika översvämningar i samband med stormfloder. Ett flertal kyrkor från medeltiden finns på sådana kullar, till exempel 1200-tals-kyrkan i Hohenkirchen. Området har drabbats av ett flertal stormfloder, bland annat julstormfloden 1717. Skyddsvallar mot stormfloder började byggas redan på 1100-talet, bland annat vid Minsen.
Wangerland och delar av Östringen och Rüstringen bildade på 1400-talet ett nytt område inom det tyska riket, Herrschaft Jever, vilket senare kom att kallas Jeverland. Hooksiel var under perioden 1583-1870 hamnstad till Jever. På 1800-talet var Wangerland indelat i två administrativa enheter, Tettens och Minsen. År 1858 kom dessa båda enheter att bli en del av Jever.
Den nuvarande kommunen Wangerland bildades 1972 i samband med kommunreformen genom att de tidigare kommunerna Hohenkirchen, Hooksiel, Minsen, Tettens och Waddewarden slogs samman. Den nya kommunen fick sitt namn från det gamla frisiska landskapet.

## Orter i Wangerland
- Hohenkirchen (kommunens centralort)
- Hooksiel
- Horumersiel-Schillig
- Oldorf
- Tettens
- Waddewarden
- Westrum
- Wiefels
- Minsen-Förrien

## Näringsliv
Wangerlands näringsliv domineras av jordbruk och turism. Längs kusten finns flera badorter, bland annat Horumersiel-Schillig, Hooksiel och Minsen. År 2006 registrerades ca 2 miljoner övernattningar i kommunen.
Inom kommunen finns ett flertal vindkraftverk, bland annat 34 vindkrafverk vid Bassens.

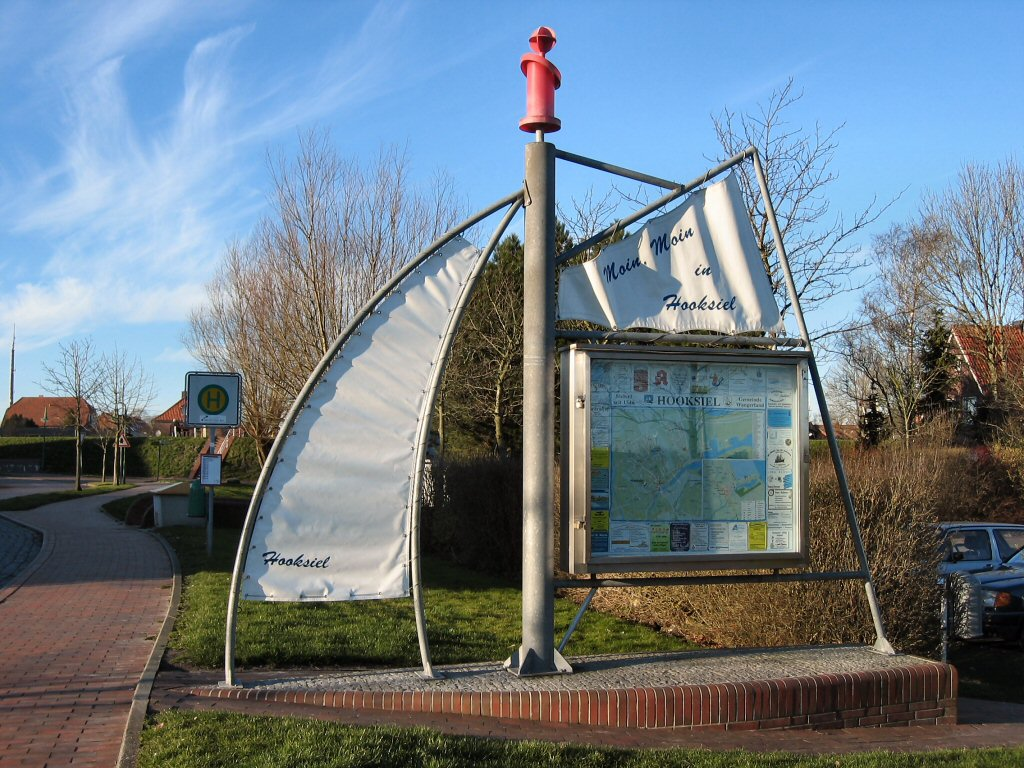
Hooksiel
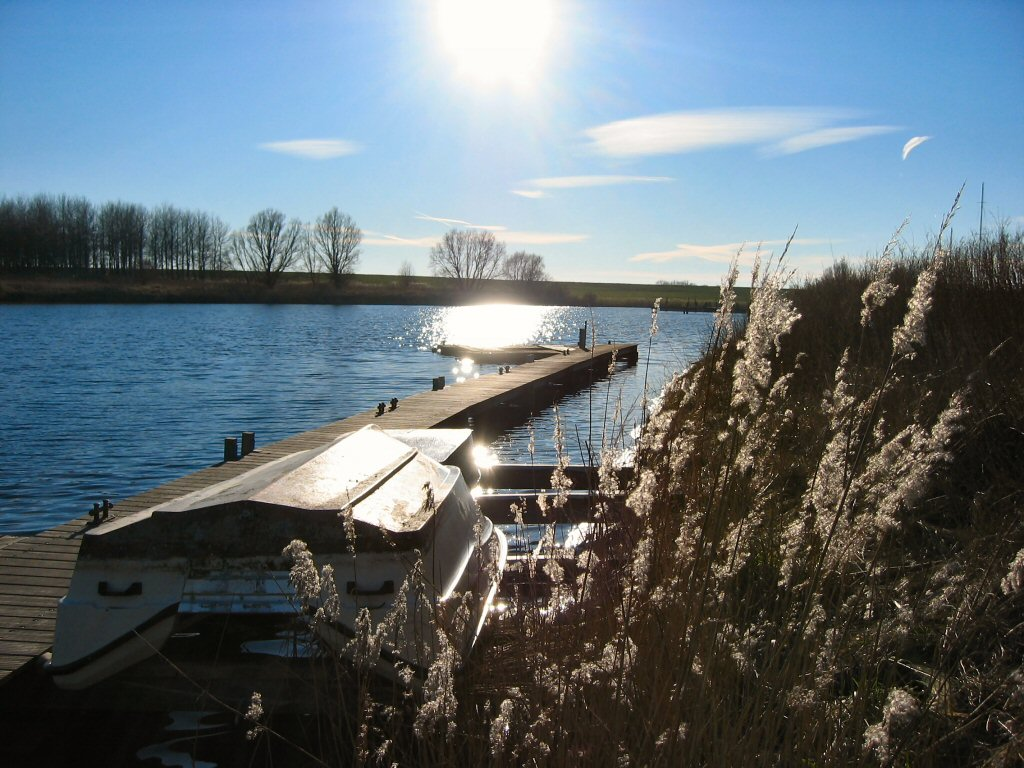
Hooksmeer
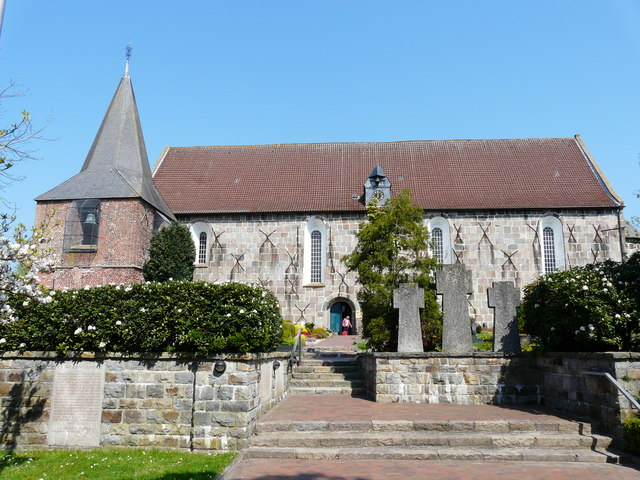
St. Martinskyrkan i Tettens